# Fairey Gordon
Fairey Gordon là một loại máy bay ném bom hạng nhẹ/đa dụng của Anh. Gordon là một máy bay hai tầng cánh. Nó lắp biến thể 525–605 mã lực (391–451 kW) của động cơ Armstrong Siddeley Panther IIa. Vũ khí gồm có 1 khẩu súng máy Vickers K ,303 inch (7,7 mm) và một khẩu Lewis ,303 inch (7,7 mm), cộng thêm 500 pound (230 kg) bom.

## Biến thể
- Fairey IIIF Mk V: Mẫu thử.
- Fairey Gordon Mk I: Máy bay đa dụng và ném bom ban ngày 2 chỗ.
- Fairey Gordon Mk II: Phiên bản huấn luyện hai chỗ.

## Quốc gia sử dụng
Brasil
- Không quân Brazil[1]
- Hải quân Brazil

 Đài Loan
 Egypt
- Không quân Hoàng gia Ai Cập

 New Zealand
- Không quân Hoàng gia New Zealand

 Anh Quốc
- Không quân Hoàng gia[2]

## Tính năng kỹ chiến thuật (Mark I)
Dữ liệu lấy từ Fairey Aircraft since 1915 
Đặc điểm tổng quát
- Kíp lái: 2
- Chiều dài: 36 ft 9 in (11,20 m)
- Sải cánh: 45 ft 9 in (13,95 m)
- Chiều cao: 14 ft 2 in (4,32 m)
- Diện tích cánh: 438 ft² (40,69 m²)
- Trọng lượng rỗng: 3.500 lb (1.589 kg)
- Trọng lượng có tải: 5.906 lb (2.679 kg)
- Động cơ: 1 × Armstrong Siddeley Panther IIa, 525 hp (391 kW)

 Hiệu suất bay 
- Vận tốc cực đại: 145 mph (240 km/h, 126 kn)
- Vận tốc hành trình: 110 mph (177 km/h, 96 kn)
- Tầm bay: 600 mi (966 km, 521 hải lý)
- Trần bay: 22.000 ft (6.700 m)
- Vận tốc lên cao: 1.000 ft/phút (5,1 m/s)
- Tải trên cánh: 13,5 lb/ft² (65,8 kg/m²)
- Công suất/trọng lượng: 0,089 hp/lb (0,15 kW/kg)

Trang bị vũ khí

- Súng: 1 × súng máy Vickers.303 in (7,7 mm) Vickers machine gun và 1 × súng máy Lewis.303 in (7,7 mm)
- Bom: 500 lb (227 kg) bom